# Parkin
Parkin é uma cidade localizada no estado americano de Arkansas, no Condado de Cross.

## Demografia
Segundo o censo americano de 2000, a sua população era de 1 602 habitantes.
Em 2006, foi estimada uma população de 1 518, um decréscimo de 84 (-5.2%).

## Geografia
De acordo com o United States Census Bureau, a localidade tem uma área de 6,6 km², sem área coberta por água. Parkin localiza-se a aproximadamente 57 m acima do nível do mar.

## Localidades na vizinhança
O diagrama seguinte representa as localidades num raio de 32 km ao redor de Parkin.